# Gheorghe de Hurmuzachi
Gheorghe de Hurmuzachi, též Georg von Hormuzaki (17. září 1817 Černovice – 14. března 1882 Černovice), byl rakouský novinář a politik rumunské národnosti z Bukoviny, v 2. polovině 19. století poslanec Říšské rady.

## Biografie
Profesí byl novinářem a politikem. Pocházel z vlivného šlechtického bukovinského rodu Hurmuzachi. Šlo o přední bojarskou rodinu. Ve veřejném životě byli aktivní i jeho bratři Eudoxiu de Hurmuzachi, Alexandru de Hurmuzachi a Constantin de Hurmuzachi. Gheorghe byl v letech 1848–1849 odpovědným redaktorem listu Bucovina, který byl prvním rumunskojazyčným periodikem v této zemi. Zasazoval se o rozvoj rumunského národního života. Sám byl aktivní i jako spisovatel.
Zasedal jako poslanec Říšské rady (celostátního parlamentu), kam nastoupil v prvních přímých volbách do Říšské rady roku 1873 za velkostatkářskou kurii v Bukovině (druhý voličský sbor). Mandát obhájil ve volbách do Říšské rady roku 1879 a poslancem byl až do své smrti roku 1882. V roce 1873 se uvádí jako Georg von Hormuzaki, statkář, bytem Černovice. V roce 1873 zastupoval v parlamentu opoziční federalistický blok. V roce 1878 byl členem poslaneckého klubu pravého středu. Šlo o klub konzervativní a federalistické aliance nazvané Strana práva.
Zemřel podle dobového tisku v březnu 1882.
Jeho syn Eudoxiu de Hurmuzachi (1845–1931) byl okresním hejtmanem a poslancem Říšské rady.